# Militärputsch in der Türkei 1971
Der  Militärputsch in der Türkei 1971 (auch: Memorandum vom 12. März) erfolgte in Form eines Memorandums, das der Generalstab dem Staatspräsidenten Cevdet Sunay übergab und damit den Rücktritt der Regierung erzwang. In der Geschichte der türkischen Republik war es der vierte Versuch eines Militärputsches, der zweite erfolgreiche Versuch und der erste, der nach der Kommandostruktur ablief.

## Hintergrund
Die Verfassung von 1961, die von vielen Personen immer noch als die demokratischste Verfassung der Türkei angesehen wird, hatte die Gewaltenteilung eingeführt. Sie hatte aber auch vielen Mitgliedern der Demokratischen Partei (DP), die nach dem Putsch vom 27. Mai 1960 angeklagt und verurteilt wurden (allen voran dem Staatspräsidenten Celal Bayar) ein Politikverbot auferlegt. Die Republikanische Volkspartei (Cumhuriyet Halk Partisi, CHP) unter der Führung von İsmet İnönü war nach den ersten Wahlen nach dem Putsch von 1960 eine Koalition mit der Nachfolgepartei der DP, der Gerechtigkeitspartei (Adalet Partisi, AP) unter der Führung des pensionierten Generals Ragıp Gümüşpala eingegangen.
Nachdem Süleyman Demirel Vorsitzender der AP geworden war und die Koalition abgesetzt wurde, erlangte die AP bei den Wahlen 1965 genügend Stimmen, um alleine die Regierung zu stellen. Nach der Erkrankung des ehemaligen Juntachefs Cemal Gürsel wurde der Generalstabschef Cevdet Sunay am 28. März 1966 zum Staatspräsidenten gewählt. Cemal Tural wurde Generalstabschef am 15. März 1966. Am 11. März 1969 wurde er von Memduh Tağmaç abgelöst.
Bei der Wahl zur Nationalversammlung 1969 (12. Oktober) kam die AP erneut als alleinige Partei an die Regierung. Sie erreichte 46,55 % der Stimmen und entsandte 256 Abgeordnete. Die CHP wurde mit 143 Abgeordneten die stärkste Partei der Opposition.

## Entwicklungen vor dem Putsch
Nach dem Putsch vom 27. Mai 1960 waren verschiedene Regierungen an die Macht gekommen. Mitte der 1960er Jahre spaltete sich die Türkische Arbeiterpartei (Türkiye İşçi Partisi, TİP). Eine Richtung unter Mihri Belli verstand unter der „Nationalen Demokratischen Revolution“ (Milli Demokratik Devrim) eine Revolution nach dem Vorbild der Sowjetunion in zwei Stufen. Zuerst sollten junge Offiziere einen militärischen Umsturz herbeiführen und die proletarische Revolution sollte danach unblutig erfolgen. In der Tat machten die Erfahrungen in Anatolien viele Obristen zu Sozialisten.
Der „blutige Sonntag“ in der Geschichte der Türkei bezieht sich auf die Ereignisse am 16. Februar 1969. 76 Jugendorganisationen hatten eine Demonstration gegen das Einlaufen der 6. Flotte der USA angemeldet. Der Verein zum Kampf gegen Kommunismus hatte zu einer Gegendemonstration aufgerufen. Auf dem Beyazıt-Platz in Istanbul wartete die zweite Gruppe mit Steinen und Stöcken. Bei den Auseinandersetzungen starben die Jugendlichen Ali Turgut Aytaç und Duran Erdoğan durch Messerstiche.
Ein Putsch, der für den 20. Mai 1969 vorgesehen war, wurde auf diplomatischer Ebene vereitelt. Wie aus dem Schriftverkehr des US-Außenministeriums zwischen 1969 und 1972 hervorgeht, hatte der Generalstabschef Memduh Tağmaç einen Putsch für den Fall einer Amnestie von Mitgliedern der 1960 abgesetzten DP angedroht. Vor allem sollte eine Rückkehr von Celal Bayar in die Politik verhindert werden. Premierminister Süleyman Demirel und andere Politiker wurden gewarnt. Der mit 218 Unterschriften eingebrachte Gesetzesentwurf wurde zurückgezogen und es kam nicht zum Putsch.
1970 wurden Änderungen am Arbeitsgesetz 274 und Gewerkschaftsgesetz 275 beschlossen, d. h. im Parlament verabschiedet und durch den Senat und Staatspräsidenten bestätigt. Hiermit sollte eine Abwanderung der Arbeiter von der Konföderation Türk-İş zu DİSK verhindert werden. Die Arbeiterpartei (Türkiye İşçi Partisi) wandte sich an das Verfassungsgericht, um die Gesetze zu verhindern. Vom Morgen des 15. Juni 1970 an entwickelten sich spontane Demonstrationen, zuerst auf der asiatischen Seite von Istanbul. Am Folgetage weiteten sich die Demonstrationen mit einer Beteiligung von 75.000 Arbeitern aus.
Das Kabinett rief am 15. Juni 1970 ein auf 60 Tage befristetes Kriegsrecht aus. Viele Funktionäre von DİSK und den angeschlossenen Gewerkschaften wurden verhaftet und angeklagt. Am 16. Juni 1970 kam es zu Vorfällen in Ankara, Adana, Bursa und İzmir. Auch die CHP wandte sich ans Verfassungsgericht, das die neuen Gesetze für ungültig erklärte. Bei den Vorfällen am 15./16. Juni 1970 starben die Arbeiter Yaşar Yıldırım, Mustafa Bayram, Mehmet Gıdak, der Ladenbesitzer Doğukan Dere und ein namentlich nicht genannter Polizeibeamter.
Ferruh Bozbeyli, der am 19. Oktober 1970 als Parlamentspräsident zurücktrat und im November 1970 die AP verließ, gründete mit 69 Personen erneut die Demokratische Partei (DP). Doğan Avcıoğlu und Freunde, die sich um die Zeitung „Revolution“ (Devrim) scharten, vertrauten auf den pensionierten General Cemal Madanoğlu, der als wahrer Führer des Putsches vom 27. Mai (1960) angesehen wurde, und vertraten die Idee der außerparlamentarischen Opposition. Generalstabschef Memduh Tağmaç und der Kommandant der 1. Armee in İstanbul, General Faik Türün, waren eindeutig gegen einen Putsch von Links.

## Der Putsch
Am 12. März 1971 um 13 Uhr wurde über den Radiosender der staatlichen Rundfunk- und Fernsehanstalten TRT die Erklärung der Generäle verlesen. Das Parlament und die Regierung wurden für Anarchie und Bruderkrieg, soziale und wirtschaftliche Unruhe verantwortlich gemacht. Die Zukunft der türkischen Republik sei unter einer schweren Bedrohung. Das Memorandum des Generalstabschefs General Memduh Tağmaç, des Kommandanten des Heeres, General Faruk Gürler, des Kommandanten der Luftwaffe, General Muhsin Batur und des Kommandanten der Marine, Admiral Celal Eyiceoğlu forderte die Bildung einer überparteilichen Regierung, die die Schwierigkeiten überwinden könne. Ansonsten seien die Streitkräfte bereit, die Administration selbst zu übernehmen. Um 15 Uhr wurde das Memorandum vom stellvertretenden Parlamentsvorsitzenden Fikret Turhangil in der Großen Nationalversammlung der Türkei verlesen. Unter Protest des Vorsitzenden des Senats, Tekin Arıburun, wurde das Memorandum auch im Senat verlesen.
Einige Stunden danach trat die Regierung unter Süleyman Demirel zurück. 45 Minuten lang waren anschließend die prominentesten Politiker beim Staatspräsidenten Cevdet Sunay, um sich die Bedingungen für ihr weiteres Verbleiben im Amt abzuholen: Bildung einer überparteilichen Regierung, Durchführung zahlreicher Reformen wie Landverteilung an die Bauern, verbesserte Bildungsmöglichkeiten, passives Wahlrecht nur für Alphabeten, Wiederherstellung der politischen, wirtschaftlichen und sozialen Ordnung im Land, Bekämpfung der Korruption im Staatsapparat. Die 33. Regierung der Republik unter Nihat Erim dauerte vom 26. März 1971 bis zum 11. Dezember 1971. Nihat Erim, Abgeordneter der CHP für die Provinz Kocaeli, war zuvor aus der Partei ausgetreten. In der Regierung waren fünf Mitglieder der AP, drei der CHP und ein Abgeordneter der Nationalen Sicherheitspartei (Milli Güvenlik Partisi). Die anderen 14 Mitglieder des Kabinetts kamen von außerhalb des Parlaments. Die Regierung konnte viele Reformen nicht durchsetzen. Die Inflation stieg von 11 auf 23,3 %. Im Dezember 1971 wurde erneut unter Nihat Erim eine Regierung gebildet, die bis zum 17. April 1972 im Amt war. Es folgten die Regierung 35 unter Ferit Melen (Senator für Van) vom 22. Mai 1972 bis 10. April 1973 und die Regierung unter Naim Talu (Kontingent Senator) vom 15. April 1973 bis 16. Dezember 1973.
Im Jahre 1973, zwei Jahre nach dem Putsch, wurde das Kriegsrecht aufgehoben und im Oktober Wahlen zur Nationalversammlung abgehalten. Dabei erzielte die Republikanische Volkspartei (CHP) ein überraschend gutes Ergebnis. CHP und MSP (Nationale Wohlfahrtspartei) einigten sich Anfang 1974 auf eine Regierungskoalition. Die von der CHP während des Wahlkampfs versprochene Generalamnestie für politische Gefangene wurde von der Regierungskoalition in die Tat umgesetzt.

## Ereignisse nach dem Putsch
Am 26. März 1971 verhängte die Regierung das Kriegsrecht in 11 Provinzen, darunter İstanbul, Ankara und Izmir. Einige Vereine wurden verboten und Zeitungen wurden vorübergehend geschlossen. Am 17. Mai 1971 wurde der israelische Konsul in Istanbul Efraim Elrom von Militanten der Türkischen Volksbefreiungspartei-Front unter der Leitung von Mahir Çayan entführt. Sie drohten mit Ermordung, falls ihre inhaftierten Freunde nicht freigelassen würden. Es folgte eine breite Verhaftungswelle. Am 23. Mai 1971 wurde in Istanbul ein 15-stündiges Ausgehverbot verhängt. Am gleichen Tag wurde die Leiche von Elrom mit drei Einschüssen gefunden. Wegen vermeintlicher Beteiligung an der Entführung wurden zwei Personen in Tekirdağ verhaftet. Auf dem Nurhak-Berg in der Provinz Adıyaman lieferten sich am 31. Mai 1971 sechs Militante ein Gefecht mit den Sicherheitskräften, bei dem drei von ihnen getötet wurden. Am 1. Juni 1971 stürmte die Polizei ein Haus in Maltepe (Istanbul). Sie erschossen Hüseyin Cevahir und nahmen Mahir Çayan verletzt fest.
In den folgenden Prozessen wurde mehrfach die Todesstrafe verhängt, z. B. gegen drei Hauptangeklagte im Prozess gegen den Studenten-Revolutionär Deniz Gezmiş, der in Ankara fünf amerikanische GIs entführt, aber unverletzt wieder freigelassen hatte. Am 30. November 1971 entkamen Mahir Çayan und vier weitere Gefangene durch einen Tunnel, den sie im Militärgefängnis Maltepe gegraben hatten. Am 26. März 1972 entführte Mahir Çayan zusammen mit 9 Freunden zwei britische und einen kanadischen Techniker einer Radarstation in Ünye (Provinz Ordu), um Deniz Gezmiş und die ebenfalls zum Tode verurteilten Hüseyin İnan und Yusuf Aslan freizupressen. Vier Tage darauf wurden Çayan und seine Freunde von einer Spezialeinheit aus dem Amt für besondere Kriegsführung im Generalstab im Dorf Kızıldere im Kreis Niksar in der Provinz Tokat gestellt. Wenig später waren die Geiseln, fünf Entführer und fünf mit ihnen sympathisierende Hausbewohner erschossen.

### Folter und Militärgerichte
In den elf Provinzen, die unter Kriegsrecht standen, führten Militärgerichte Massenprozesse durch, um die vielen Angeklagten aburteilen zu können. Das Militärgericht des Istanbuler Stadtteils Üsküdar führte u. a. einen Prozess gegen 26 Intellektuelle, die angeblich eine kommunistische Partei gründen wollten, und ein Verfahren gegen 83 junge Offiziere durch, die sich der Linksabweichung vom vorgeschriebenen Kurs schuldig gemacht haben sollten („Verschwörung gegen die Verfassung“). In Ankara waren in einem Prozess 226 Türken angeklagt, an Aktionen der Studentenorganisation Dev-Genç teilgenommen zu haben. 1972 saßen nach Angaben türkischer Anwälte 2.000 politische Häftlinge in den Gefängnissen. Nach Schätzungen des Weltgewerkschaftsbunds wurden seit April 1971 gar 10.000 Türken verhaftet.
Die Verteidigungsschrift im Prozess gegen die angeblichen Entführer des israelischen Konsuls Elrom, Verfahrensakte 971/26 beim 3. Istanbuler Militärgericht, dokumentierte die Aussagen gefolterter Studentinnen und Studenten. Doch der Militärrichter lehnte ab, „da nicht feststellbar ist, ob die Folterungen den Zweck hatten, die Wahrheit herauszubekommen oder zu irgendwelchen Aussagen zu zwingen.“ Elf Anwälte im Gezmis-Prozess, die gegen die Folterungen protestierten, wurden selbst angeklagt. Begründung: Sie hätten „die Verhandlung mit abenteuerlicher Taktik aus der Richtung bringen wollen“.
Die in Brüssel ansässige Initiative Info-Türk nannte für den Zeitraum von zwei Jahren nach dem Putsch vom März 1971 folgende Zahlen:
- Mehr als 10.000 Personen, darunter 3.600 Lehrer wurden festgenommen.
- Sie wurden über Wochen isoliert und gefoltert.
- 37 Zeitungen und Zeitschriften und über 200 Bücher wurden verboten.
- 28 Menschen wurden von der Polizei auf offener Straße erschossen.
- Drei politische Parteien wurden verboten. Die Leiter der TİP wurde zu Haftstrafen bis zu 15 Jahren verurteilt.
- Operationen gegen das kurdische Volk wurden auf die Großstädte im Westen ausgedehnt. 111 Personen wurden wegen Separatismus zu Haftstrafen bis zu 16 Jahren verurteilt.[13]

Folter wurde in Polizeizentren und Zentren der als Kontra-Guerilla bekannten Einheiten des Geheimdienstes und der Abteilung zur Besonderen Kriegsführung durchgeführt. Zu den Methoden gehörten Stromstöße über Feldtelefone, verschiedene Formen des Hängens, Bastonade, Vergewaltigung, Entzug von Nahrung und Schlaf sowie die Folter an Verwandten. Die Folter an politischen Gefangenen war eine Politik des Militärs. Der damalige Kommandant der 1. Armee, Faik Türün, behauptete, er sei den Vorwürfen nachgegangen und habe festgestellt, dass es nicht mehr als ein paar Schläge auf die Fußsohlen und Ohrfeigen gewesen seien. Bei den Ermittlungen gegen den Geheimbund Ergenekon sind Beweise für die Folter in der „Villa Ziverbey“ (Istanbul) aufgetaucht.